# 章魚燒小超人
《章魚燒小超人》（日语：たこやきマントマン），是由高田ひろお創作，中村泰敏作畫，於1990年7月起至1999年7月在金の星社刊載的日本兒童繪本，共128集。
根據繪本改編的電視動畫節目，在1998年4月4日至1999年9月25日在東京電視台播出。全77集。也是Studio Pierrot第一部全數位化的動畫影集。

### 製作人員
- 原作 - 高田ひろお（日语：高田ひろお）
- 原作（作畫） - 中村泰敏
- 企劃 - 布川郁司
- 製作人 - 小林教子、押切直之、木村京太郎（日语：木村京太郎 (プロデューサー)）（讀賣廣告社）
- 監督 - 案納正美
- 系列導演 - 鴫野彰
- 劇本統籌 - 浦沢義雄（日语：浦沢義雄）
- 人物設計 - 窪詔之
- 美術監督 - 池田祐二
- 色彩設計 - いわみみか（日语：いわみみか）
- 編集 - 森田清次
- OPENING ANIMETION 作畫 - 小原秀一
- 音響監督 - 藤山房伸
- 音樂 - 丸山和範（日语：丸山和範）
- 音樂協力 - EMI音樂日本、テレビ東京ミュージック（日语：テレビ東京ミュージック）
- 音樂製作 - 藤田昭彦
- 背景 - スタジオワイエス（日语：スタジオワイエス）
- 効果 - 加藤昭二（Anime Sound Production）
- 錄音製作 - 神南スタジオ（日语：神南スタジオ）
- 映像編輯 - キュー・テック（日语：キュー・テック）
- 製作 - 東京電視台[1]、Studio Pierrot

## DVD
DVD於2005年發售，全16卷。

## 註解
1. ↑  テレビ東京のロゴは10月1日の開局35周年を機にマイナーチェンジされた。

## 外部連結
- 金の星社 （页面存档备份，存于）
- たこやきマントマン もくじ （页面存档备份，存于）
- ぴえろ たこやきマントマン （页面存档备份，存于）